# Ergani
Ergani – miasto w Turcji w prowincji Diyarbakır.
Według danych na rok 2000 miasto zamieszkiwało 47 333 osób.